# صفيراء داودية
صفيراء داودية (الاسم العلمي:Sophora davidii) هي نوع من النباتات يتبع جنس الصفيراء من الفصيلة البقولية.